# Munakata
Munakata (Japans: 宗像市, Munakata-shi) is een Japanse stad in de prefectuur Fukuoka. In 2015 telde de stad 96.675 inwoners. 

## Geschiedenis
Op 1 april 1981 werd Munakata benoemd tot stad (shi). In 2003 werd de gemeente Genkai toegevoegd aan de stad. In 2005 werd het dorp Oshima (大島村) toegevoegd aan de stad.
Steden:
Asakura · Buzen · Chikugo · Chikushino · Dazaifu · Fukuoka (hoofdstad) · Fukutsu · Iizuka · Itoshima · Kama · Kasuga · Kitakyushu · Koga · Kurume · Miyama · Miyawaka · Munakata · Nakagawa · Nakama · Nogata · Ogori · Okawa · Omuta · Onojo · Tagawa · Ukiha · Yame · Yanagawa · Yukuhashi

Districten:
Asakura · Chikujo · Kaho · Kasuya · Kurate · Mii · Miyako · Mizuma · Onga · Tagawa · Yame
Gemeenten per district